# سوزان كيلي
سوزان كيلي (بالإنجليزية: Susan Kelley)‏ هي مدربة رياضية أمريكية، ولدت في 1 نوفمبر 1954 في نيدهام في الولايات المتحدة.

## وصلات خارجية
- سوزان كيلي على موقع أوليمبيديا (الإنجليزية)